# Пол Масник
Пол Масник (англ. Paul Masnick; 14 квітня 1931, Реджайна — 23 березня 2024) — канадський хокеїст, що грав на позиції центрального нападника.

## Ігрова кар'єра
Професійну хокейну кар'єру розпочав 1949 року.
Протягом професійної клубної ігрової кар'єри, що тривала 15 років, захищав кольори команд «Монреаль Канадієнс», «Торонто Мейпл-Ліфс» та «Чикаго Блекгокс».

## Нагороди та досягнення
- Володар Кубка Стенлі в складі «Монреаль Канадієнс» — 1953.

## Смерть
Масник помер 23 березня 2024 року у віці 92 років. Пол останній гравець «Монреаль Канадієнс» хто виграв Кубок Стенлі в 1953 році.

## Статистика НХЛ
| Сезон        | Клуб                 | Ліга         | Регулярний сезон | Регулярний сезон | Регулярний сезон | Регулярний сезон | Регулярний сезон | Плей-оф | Плей-оф | Плей-оф | Плей-оф | Плей-оф |
| Сезон        | Клуб                 | Ліга         | І                | Г                | П                | О                | ШХ               | І       | Г       | П       | О       | ШХ      |
| ------------ | -------------------- | ------------ | ---------------- | ---------------- | ---------------- | ---------------- | ---------------- | ------- | ------- | ------- | ------- | ------- |
| 1950—51      | «Монреаль Канадієнс» | НХЛ          | 43               | 4                | 1                | 5                | 14               | 11      | 2       | 1       | 3       | 4       |
| 1951—52      | «Монреаль Канадієнс» | НХЛ          | 15               | 1                | 2                | 3                | 2                | 6       | 1       | 0       | 1       | 12      |
| 1952—53      | «Монреаль Канадієнс» | НХЛ          | 53               | 5                | 7                | 12               | 44               | 6       | 1       | 0       | 1       | 7       |
| 1953—54      | «Монреаль Канадієнс» | НХЛ          | 50               | 5                | 21               | 26               | 57               | 10      | 0       | 4       | 4       | 4       |
| 1954—55      | «Монреаль Канадієнс» | НХЛ          | 19               | 0                | 2                | 2                | 0                |         |         |         |         |         |
| 1954—55      | «Чикаго Блекгокс»    | НХЛ          | 11               | 1                | 0                | 1                | 8                |         |         |         |         |         |
| 1957—58      | «Торонто Мейпл-Ліфс» | НХЛ          | 41               | 2                | 9                | 11               | 14               |         |         |         |         |         |
| Усього в НХЛ | Усього в НХЛ         | Усього в НХЛ | 232              | 18               | 42               | 60               | 139              | 33      | 4       | 5       | 9       | 27      |